# Giano dell’Umbria
Giano dell’Umbria ist eine italienische Gemeinde mit 3663 Einwohnern (Stand 31. Dezember 2023) in der Provinz Perugia in der Region Umbrien.

## Geografie

Lage in der Provinz Perugia

Die Gemeinde erstreckt sich über rund 44 km². Sie liegt etwa 35 km südöstlich der Provinz- und Regionalhauptstadt Perugia in der klimatischen Einordnung italienischer Gemeinden in der Zone E, 2344 GR/G. Sie gehört zur Gemeinschaft Comunità montana dei Monti Martano e Serano und ist Teil der Associazione Nazionale Città dell’Olio.
Zu den Ortsteilen (Frazioni) gehören u. a. Bastardo, Camporeggiano, Castagnola, Fabbri, Macciano, Montecchio, Morcicchia, San Sabino und Seggiano.
Die Nachbargemeinden sind Castel Ritaldi, Gualdo Cattaneo, Massa Martana, Montefalco und Spoleto.

## Geschichte
Der Name entstammt dem italienischen Wort für Janus. Der Ort stand seit dem 13. Jahrhundert unter der Kontrolle von Spoleto und wurde 1816 eigenständige Gemeinde.

## Sehenswürdigkeiten
- Santa Maria delle Grazie, Kirche aus dem 14. Jahrhundert im Ortskern
- San Michele Arcangelo, Kirche im Ortskern
- San Biagio, Kirche an nahe der Stadtmauer.
- San Francesco, Kirche aus dem 13. Jahrhundert nahe der Stadtmauer
- Abbazia di San Felice, Abtei westlich von Giano dell’Umbria
- Castagnola, Ortsteil mit den Kirchen Santa Croce, Madonna del Fosco und Madonna del Pianto.
- San Filippo Neri, Kirche im Ortsteil Fabbri.
- San Bartolomeo, Kirche im Ortsteil Montecchio

## Bilder

Bilder von Giano dell’Umbria
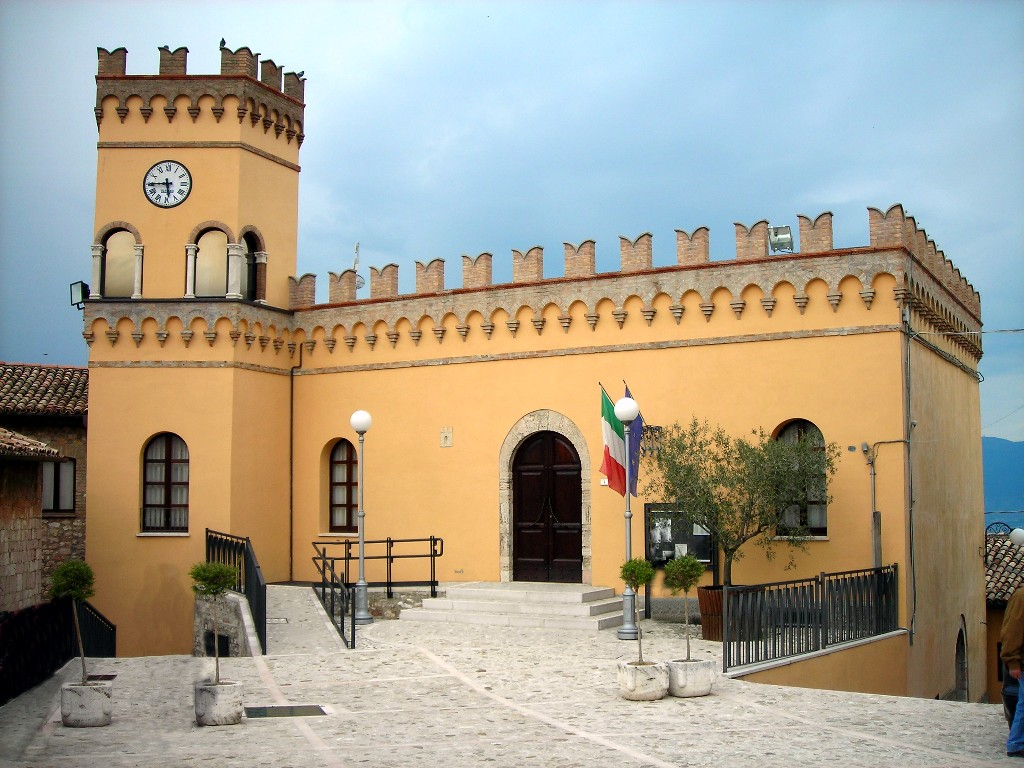
Das Rathaus von Giano dell’Umbria
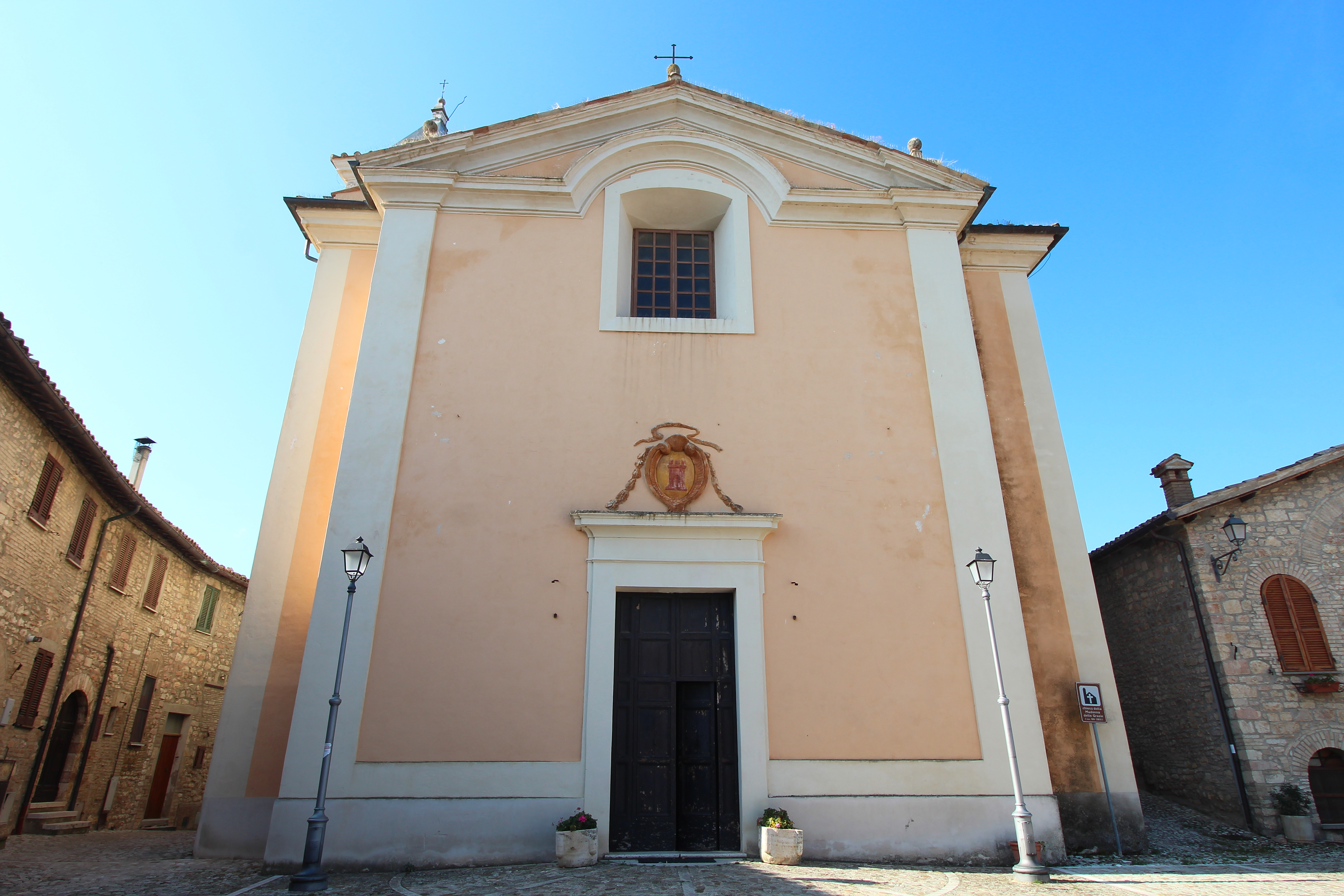
Die Kirche Santa Maria delle Grazie im historischen Ortskern
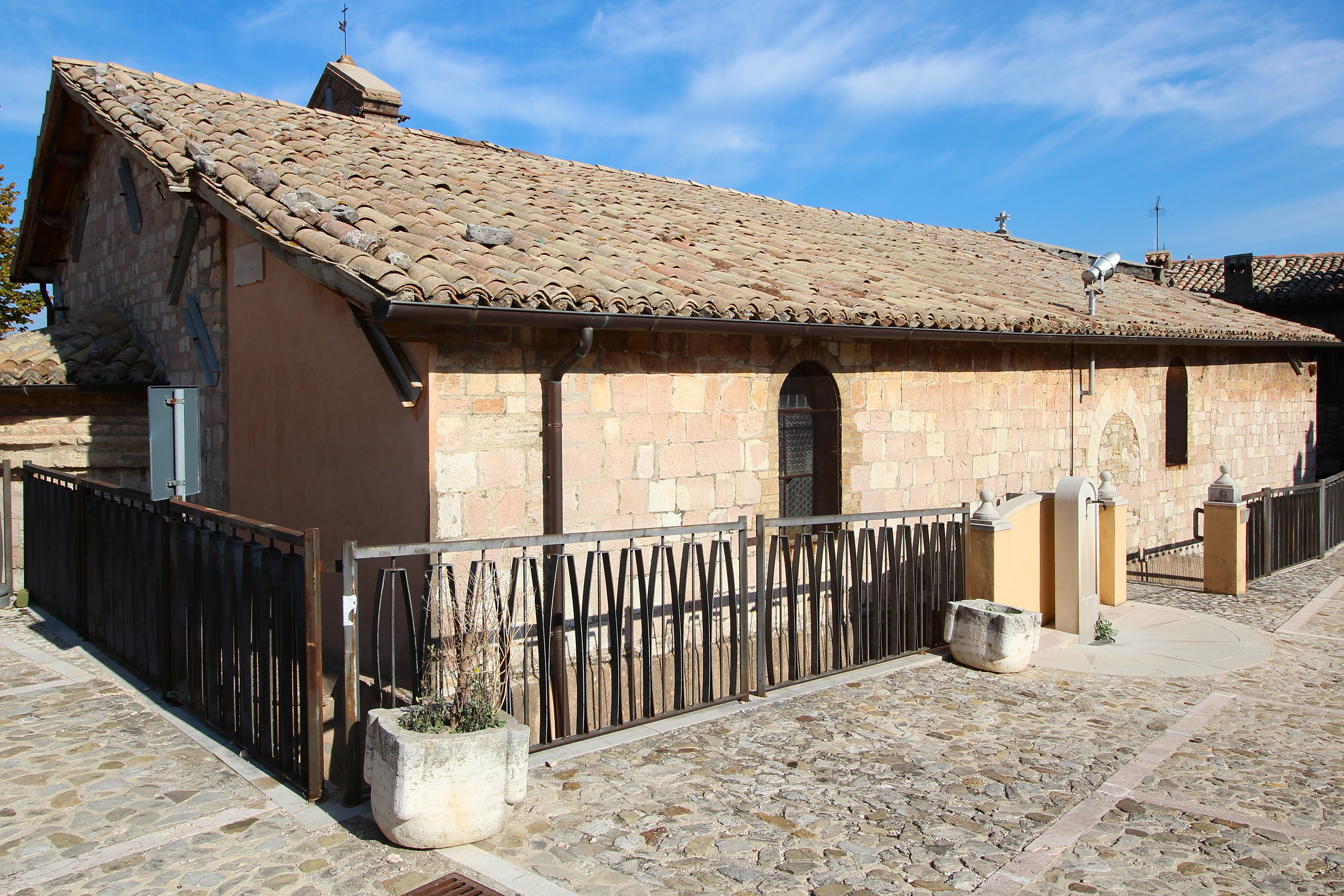
Die Kirche San Michele Arcangelo im Ortskern
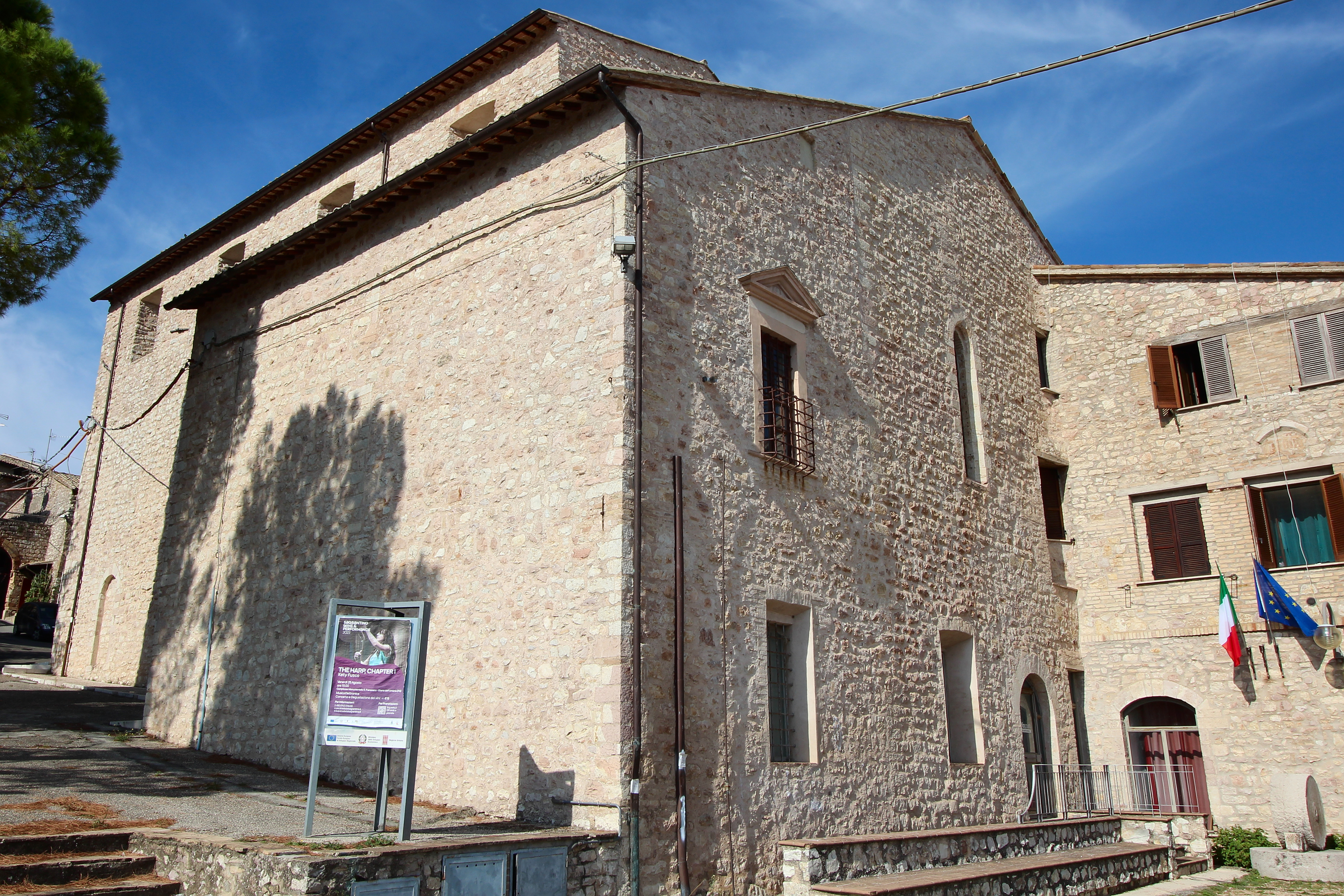
Die Kirche San Francesco kurz außerhalb der Stadtmauer
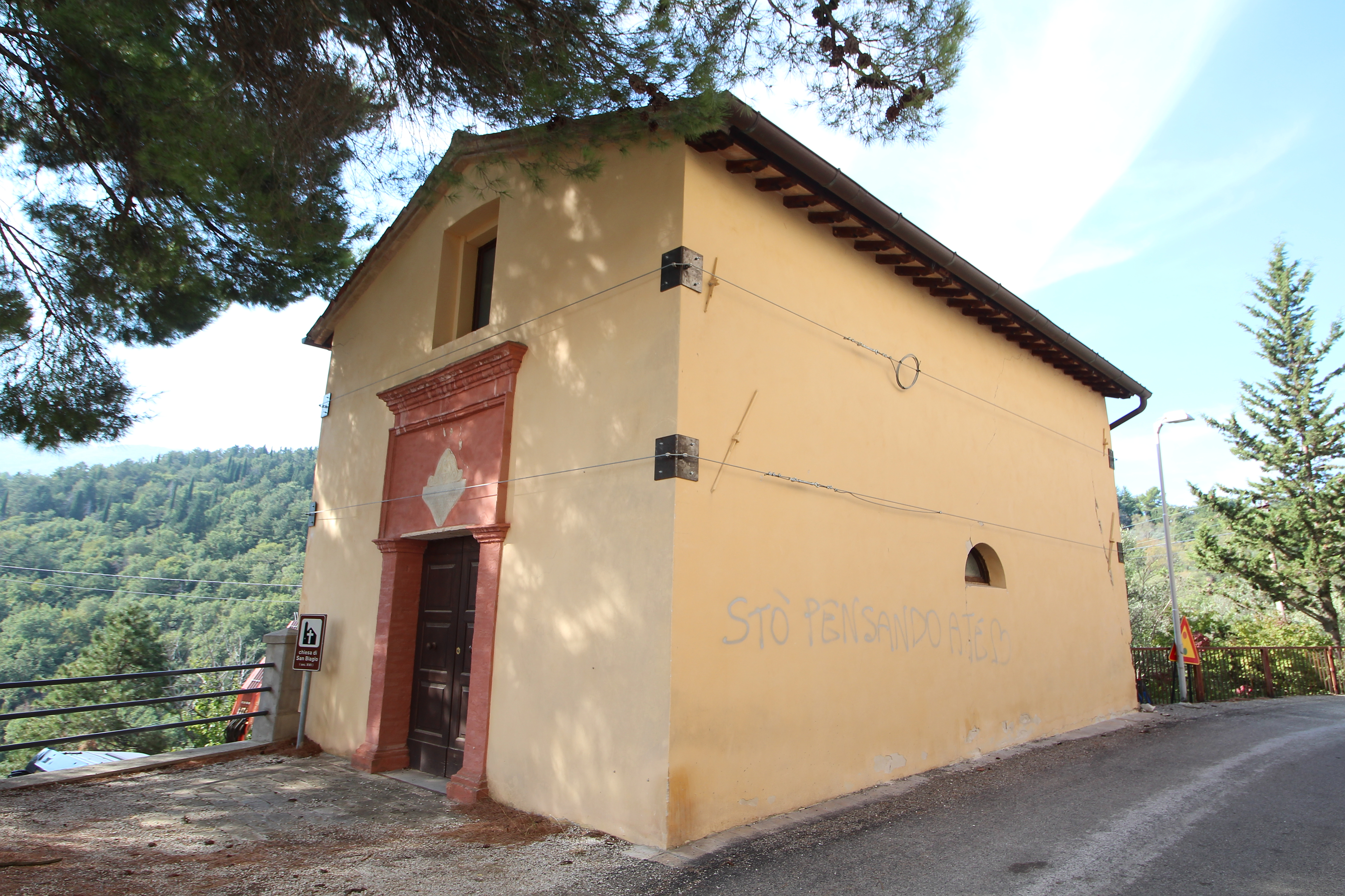
Die Kirche San Biagio kurz außerhalb der Stadtmauer